# Eldar Kurtanidze
Eldar Kurtanidze (né le 16 avril 1972 à Samtredia) est un lutteur géorgien qui a concouru dans la catégorie des 90 kg en lutte libre aux Jeux olympiques d'été de 1996 et remporté la médaille de bronze.
Il monte ensuite de catégorie et obtient la médaille de bronze chez les lourds aux Jeux olympiques d'été de 2000.
Kurtanidze est également double champion du monde en 2002 et 2003.